# هاري براون (موظف مدني)
هاري براون (بالإنجليزية: Harry Brown)‏ هو موظف مدني أسترالي، ولد في 28 ديسمبر 1878، وتوفي في 5 يونيو 1967 في سيدني في أستراليا.